# Cascata delle gole del Baatara
La cascata della grotta di Baatara (anche conosciuta come cascata di Balaa) è una cascata che piomba in una grotta carsica, situata nelle vicinanze della città di Tannourine, in Libano.

## La gola
La cavità, profonda 250 m e larga 260, si è formata nel calcare risalente al periodo Giurassico superiore. 
È conosciuta anche come la  gola dei Tre ponti, in quanto contiene due formazioni calcaree rispettivamente ad un terzo e due terzi dell'altezza che ne collegano i due lati: guardando dalla parte inferiore della gola si ha però l'impressione che i ponti siano tre.

## La cascata
La cascata è formata dall'oued Baatara, che in primavera ed estate, allo scioglimento nivale, si ingrossa raggiungendo una spaccatura carsica. Qui cade per circa 90 m per poi infilarsi nei cunicoli che formano la grotta fino ad arrivare ai 250 m del punto inferiore.
Nel 1988 un test con colorante fluorescente ha dimostrato che le acque della grotta riemergono 13 ore più tardi alla sorgente di Dalleh, vicino al villaggio di Mgharet al-Ghaouaghir, 6 km a nord-ovest ed 800 m più in basso..

## Storia
La gola venne scoperta nel 1952 dallo speleologo francese Henri Coiffait; nel 1980 la cascata e la dolina sono state mappate dallo Speleoclub del Libano.

## Accesso
La gola e la cascata sono raggiungibili dal villaggio di Balaa con una passeggiata di cinque minuti, sulla strada tra Laklouk e Tannourine.
La cascata è posta sul percorso del Lebanon Mountain Trail..